# Маске, Генри
Ге́нри Ма́ске (нем. Henry Maske; род. 6 января 1964, Тройенбрицен, ГДР) — немецкий боксёр, олимпийский чемпион 1988 года в категории до 75 кг, чемпион мира по версии IBF в полутяжёлом весе (1993—1996).
Боксом занимался с 1973 года у тренера Манфреда Вольке (род. 1943), олимпийского чемпиона 1968 года.

## Любительская карьера
Маске провёл самую успешную любительскую карьеру за всю историю немецкого любительского бокса.

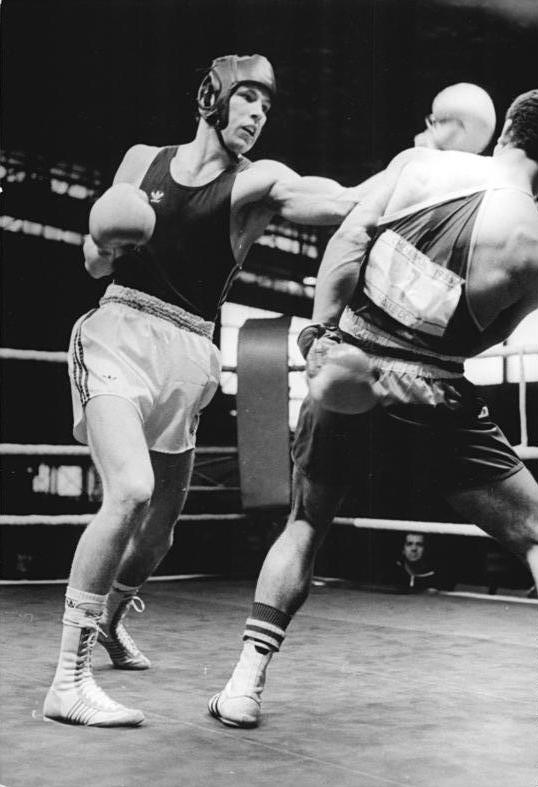
Маске в 1986 году

- Чемпион XXIV Олимпийских игр в Сеуле в 1988 году в среднем весе.
- Чемпион мира 1989 года в полутяжёлом весе (Москва).
- Серебряный призёр чемпионата мира 1986 года во втором среднем весе (Рено).
- Победитель Кубка мира 1985 года во втором среднем весе.
- Серебряный призёр Кубка мира 1987 года во втором среднем весе.
- Чемпион Европы 1985 года, 1987 года и 1989 года во втором среднем весе.

В 1989 году на чемпионате мира в Москве Генри Маске был признан лучшим боксёром, ему был вручён переходящий приз — Кубок Радьяра Рассела.
На Олимпийских играх 1988 года Маске выиграл с убедительным результатом. Не отдал ни одного очка противникам, и четверых соперников победил со счётом 5:0, один из соперников (Селло Можела из Лесото) снялся с соревнований из-за травмы полученной в отборочном туре. В то же время, поскольку кубинская сборная отсутствовала на Олимпиаде из-за бойкота, Маске не довелось встретиться со своим традиционным соперником Анхелем Эспиносой, который трижды встречался с Маске в 1987—1988 гг. и трижды его побеждал (все три раза единогласным решением судей со счётом 5:0).

## Профессиональная карьера
В 1990 году перешёл в профессионалы. Большую часть своих профессиональных поединков (как и любительских), Маске провёл на родине, в Германии, что в немалой степени обусловило его успешную карьеру.
20 марта 1993 года завоевал титул чемпиона мира по версии IBF в полутяжёлом весе, победив по очкам действующего чемпиона Чарльза Уильямса.
8 октября 1994 года, в пятой защите титула, досрочно победил американца Айрена Беркли.

### Маске против Грацциано Роккиджани
В мае 1995 года Генри Маске в поединке за звание чемпиона мира по версии IBF в полутяжёлом весе сразился с соотечественником Грациано Роккиджани. Бой вышел очень плотный и конкурентный. Судьи близким решением присудили победу Маске. Решение было спорным, и был назначен матч реванш. В повторном бою, Генри Маске более уверенно одолел соотечественника.

### Маске против Вирджила Хилла
Единственное поражение в профессиональной карьере, Маске потерпел в бою с Вирджилом Хиллом разделенным решением судей 23 ноября 1996 года. Бой был анонсирован как последний в карьере, хотя Маске было тогда всего 32 года.
Однако спустя десять лет, в марте 2007 года, в Германии состоялся матч-реванш Маске — Хилл, которым на момент проведения боя было по 43 года.
Начало поединка прошло с небольшим преимуществом Хилла, он был более активен и успешно атаковал своего противника-левшу ударами справа в корпус. Однако к четвертому-пятому раунду бой выровнялся. Маске удалось подобрать дистанцию для своего джеба, и он стал все чаще встречать Хилла точными контрударами, и стал опережать его в количестве точных ударов. В восьмом раунде противники столкнулись головами, в результате чего Хилл получил сильное рассечение над левым глазом, а с Маске рефери снял одно очко. Из-за сильного рассечения Хилл был вынужден поменять тактику, и стал стремиться потрясти Маске точным одиночным ударом с дальней дистанции, избегая обмена ударами. Но и это не принесло успех американцу — Маске легко перебоксировал Хилла в оставшихся раундах, и после окончания 12-раундового боя все судьи отдали победу Маске со счётом 116—113 и 117—110 дважды

## Вне ринга
Сейчас Маске владеет в Германии несколькими ресторанами McDonalds.
В 2010 году на экраны вышел художественный фильм Уве Болла «Макс Шмелинг: Боец Рейха», посвящённый жизни легендарного немецкого боксёра. Маске сыграл главную роль. С его слов, идея фильма возникла ещё при жизни Шмелинга, и великий чемпион сам выражал желание, чтобы его сыграл именно Маске. Кроме Маске в фильме снимались и другие известные боксёры.